# Canthigaster bennetti
Canthigaster bennetti är en fiskart som först beskrevs av Pieter Bleeker 1854.  Canthigaster bennetti ingår i släktet Canthigaster och familjen blåsfiskar. Inga underarter finns listade.